# Antoniów-Kolonia
Antoniów-Kolonia – kolonia w Polsce położona w województwie lubelskim, w powiecie łęczyńskim, w gminie Milejów.
W latach 1975–1998 miejscowość położona była w województwie lubelskim.
Kolonia stanowi sołectwo w gminie Milejów. Według Narodowego Spisu Powszechnego z roku 2011 kolonia liczyła 112 mieszkańców.